# 중국중앙텔레비전

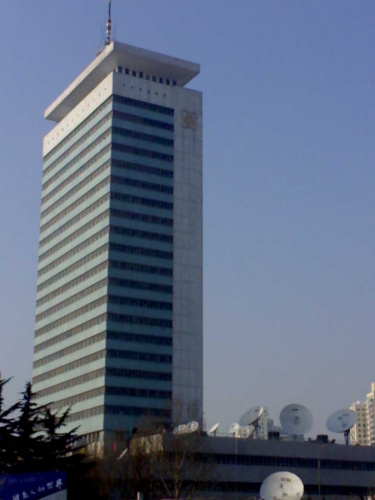
중국중앙텔레비전 구사옥

중국중앙텔레비전(중국어 간체: 中国中央电视台)은 중화인민공화국의 국가라디오영화텔레비전총부(廣播電影電視部) 소속 국영 방송 텔레비전 방송국이다.
뉴스는 중국 공산당의 관리, 검열하에 실시하고 있다. 1980년대까지는 광고 없이 정부로부터 받는 국가 보조금으로만 운영해 왔지만 1990년대부터 정부에서 재정을 아끼기 위해 보조금이 많이 삭감되자, 광고방송도 실시하게 되었다. 이후 보조금 액수를 넘은 이후에도 광고 수입의 급증가로 현재는 광고 수입의 비중이 크다. 또한 중국에서는 경제 발전으로 인해 텔레비전의 보급율이 늘어나자, 이에 맞춰 지방에서도 많은 민영 텔레비전 방송국이 설립, 성장하고 있기 때문에, 국영 방송인 중국국제텔레비전도 해외 지국 워싱턴, 뉴욕, 파리, 평양, 모스크바, 서울, 도쿄, 프랑스, 런던, 쿠알라룸푸르 등 시청률 확보를 위해 지방의 민영 텔레비전 방송국과 경쟁을 하고 있다.
중화인민공화국은 동서로 넓게 퍼져 있는 국토임에도 전 지역이 베이징을 기준으로 한 시간대를 사용한다. 그래서 CCTV의 모든 방송 채널 역시 UTC+08:00 시간대를 기준으로 한다. 단, 티베트 자치구, 신장 위구르 자치구 등 일부 자치구에서는 비공식적으로 다른 시간대를 기준으로 삼는 경우도 있다.

## 연혁
- 1958년 5월 1일: 시험방송 개시.
- 1958년 9월 2일: 베이징전시대(북경전시대, 北京電視臺)라는 이름으로 정식 방송 개시.
- 1978년 5월 1일: 현재와 같이 방송국명을 변경.
- 2016년 12월 31일: CCTV 외국어 전 채널 분리 및 중국국제텔레비전(中国国际电视台)라는 이름으로 회사 창립.

## 역대 사장
- 루오동(罗东) - 1958년 ~ 1960년
- 멩리지(孟启予) - 1960년 ~ 1966년
- 렌지솅(任继胜) - 1970년 ~ 1980년
- 다이린펭(戴临风) - 1973년 ~ 1982년
- 왕펭(王枫) - 1982년 ~ 1988년
- 황후이췬(黄惠群) - 1988년 ~ 1991년
- 양웨이광(杨伟光) - 1991년 ~ 1999년
- 자오화용(赵化勇) - 1999년 ~ 2009년
- 쟈오리(焦利) - 2009년 ~ 2011년
- 후잔판(胡占凡) - 2011년 ~ 2015년
- 녜천시(聶辰席) - 2015년 ~ 2018년
- 선하이슝(慎海雄) - 2018년 ~ 현재

## 방송 채널
현재 존재하는 채널

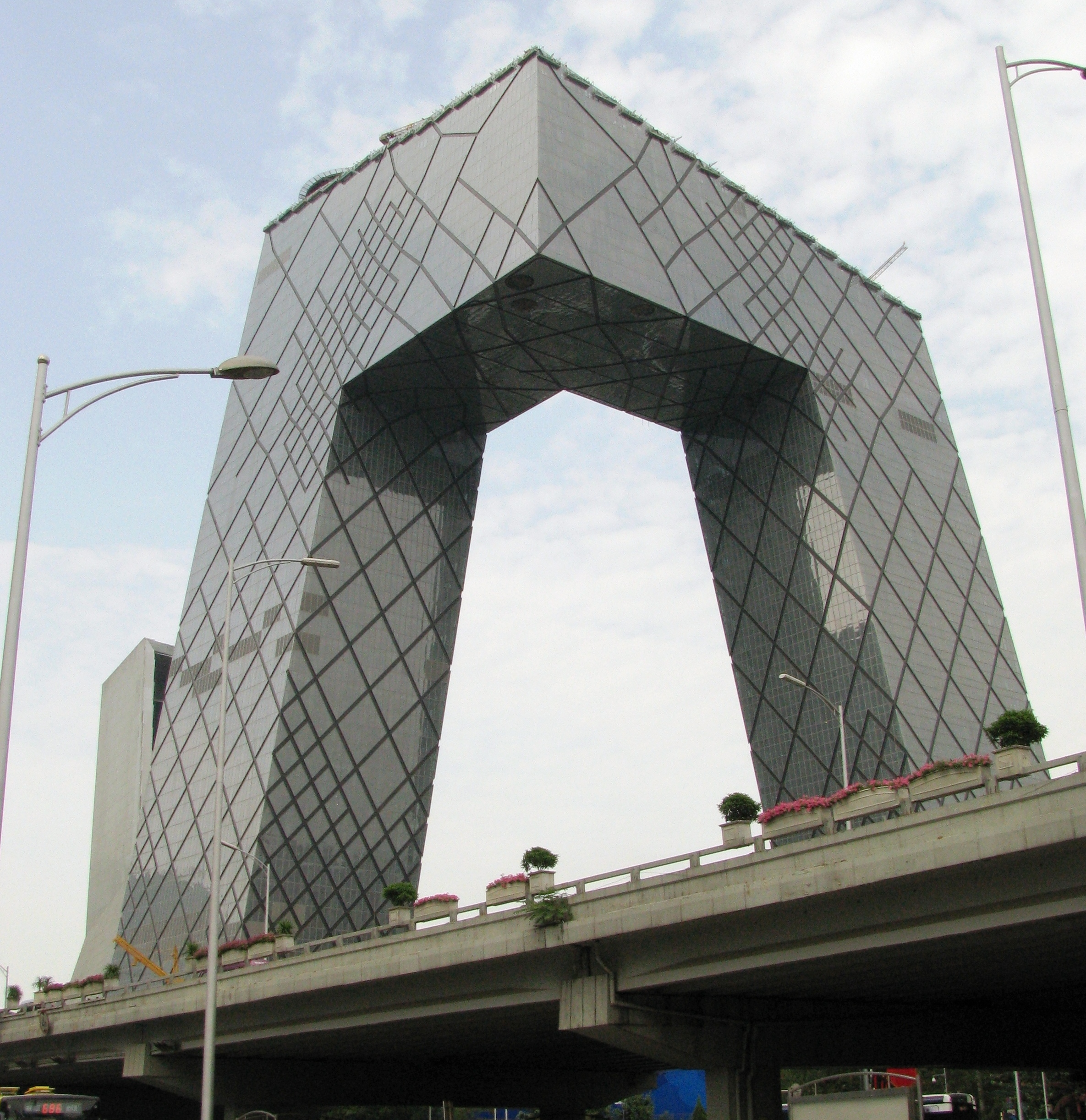
중국중앙텔레비전 신사옥

- CCTV-1: 종합 채널 (1958년 9월 2일 개시)
- CCTV-2: 경제 채널 (1973년 5월 1일 개시)
- CCTV-3: 예술 채널 (1995년 11월 30일 개시)
- CCTV-4: 국제 방송 (1992년 10월 1일 개시)
- CCTV-5: 스포츠 채널 (1995년 1월 1일 개시)
- CCTV-5+: HD 스포츠 채널 (2008년 1월 1일 개시, 구 CCTV-HD)
- CCTV-6: 영화 채널 (1996년 1월 1일 개시)
- CCTV-7 국방, 군사 채널 (2019년 8월 1일 개시)
- CCTV-8: 드라마 채널 (1999년 5월 3일 개시)
- CCTV-9: 다큐멘터리 채널 (2011년 1월 1일 개시)
- CCTV-10: 과학, 기술 채널 (2001년 7월 4일 개시)
- CCTV-11: 가극 채널 (2001년 7월 4일 개시)
- CCTV-12: 사회, 법 채널 (2002년 5월 12일 개시)
- CCTV-13: 24시간 뉴스 채널 (2003년 5월 1일 개시)
- CCTV-14: 소아(아동) 채널 (2003년 12월 28일 개시)
- CCTV-15: 음악 채널 (2004년 3월 29일 개시)
- CCTV-16: 올림픽 채널 (2021년 10월 25일 개시)
- CCTV-17: 농업, 농촌 채널 (2019년 9월 23일 개시)
- CCTV-4K: 4K 채널 (2018년 10월 1일 개시)
- CCTV-8K: 8K 채널 (2021년 2월 1일 개시)
- CCTV-中视购物频道: 쇼핑 채널 (2006년 12월 28일 개시)

CGTN 관련 채널 (2016년 12월 31일 개시)
- CGTN: 영어 뉴스 채널 (구 CCTV-9→CCTV-NEWS, 1997년 9월 20일 개시)
- CGTN 스페인어: 에스파냐(스페인어) 채널 (구 CCTV-Español, 2007년 10월 1일 개시)
- CGTN 프랑스어: 프랑스어 채널 (구 CCTV-Français, 2007년 10월 1일 개시)
- CGTN 아랍어: 아랍어 채널 (구 아랍어: CCTV-العربية, 2009년 7월 25일 개시)
- CGTN 러시아어: 러시아어 채널 (구 CCTV-Русский, 2009년 9월 10일 개시)
- CGTN 다큐멘터리: 영어 다큐멘터리 채널 (구 CCTV-9 Documentary, 2011년 1월 1일 개시)

폐국된 채널
- 중국3D텔레비전시험방송: 3D 채널 (2012년 1월 1일 개시, 2018년 7월 30일 방송종료)
- CCTV-E&F: 에스파냐(스페인어), 프랑스어 채널 (2004년 10월 1일 개시, 2007년 10월 1일 방송종료 CCTV-F와 CCTV-E로 분리)

## 주요 프로그램
- 대국굴기
- 신문연파 - 매일 저녁 7시 (중국 시간)에 방송되고 있는 종합 뉴스.
- 통러우조우

## 같이 보기
- 중국국제텔레비전
- 중국일보
- 한국방송공사